# ويليام دين (سياسي)
ويليام دين هو محامي وقاضي وسياسي أسترالي، ولد في 4 يناير 1931 في St Kilda, Victoria ‏ في أستراليا. انتخب الحاكم العام لأستراليا وانتخب قاضي المحكمة العليا لأستراليا ‏ وانتخب الحاكم العام لأستراليا (16 فبراير 1996 – 29 يونيو 2001).

## وصلات خارجية
- ويليام دياني على موقع أوليمبيديا (الإنجليزية)
- ويليام دياني على موقع مونزينجر (الألمانية)